# 마시케군

마시케 군의 위치

마시케군(일본어: 増毛郡)은 일본 홋카이도 루모이 지청의 군이다.
인구 4,124명、면적 369.71km2、인구밀도 11.2명/km2。（2020년 11월 30일、주민기본대장 인구)
이하 1정으로 구성된다.
- 마시케정(増毛町)

## 역사
에도 시대에 마시케 군역은 서 에조치에 속해, 마쓰마에 번에 의해 마시케 장소가 설치되어 있었다. 에도 시대 후기, 국방상의 이유로 마시케 군역은 천령이 되었다. 1869년 8월 15일에 마시케 군이 두어져 홋카이도 데시오국에 포함되었다.